# Kia cee’d (ED)
| Sonstige Messwerte                | Sonstige Messwerte |
| --------------------------------- | ------------------ |
| CO2-Emission (kombiniert):        | 117–184 g/km       |
| Kraftstoffverbrauch (kombiniert): | 4,5–7,7 l/100 km   |
| Sterne im Euro NCAP-Crashtest     |                    |

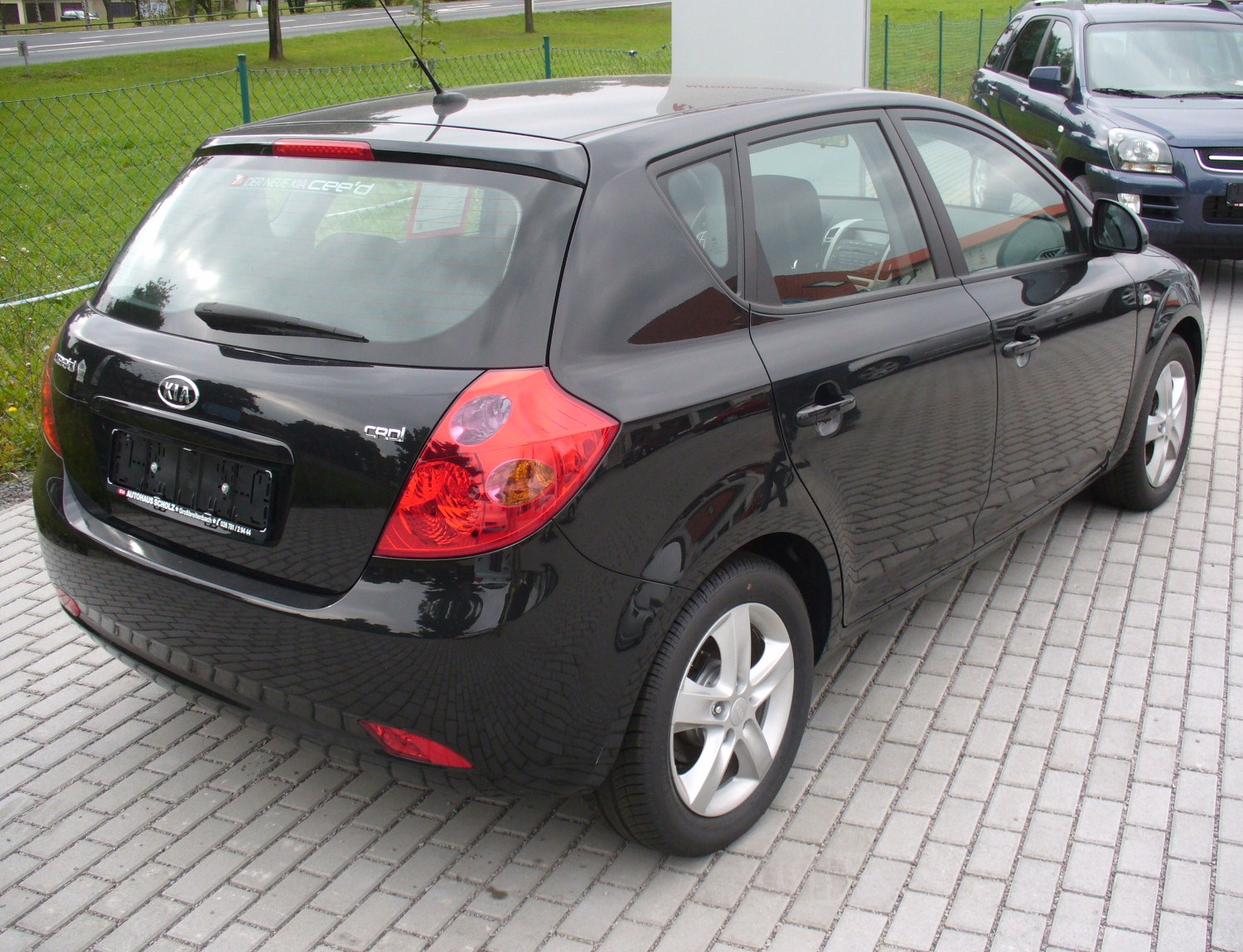
Heckansicht des Fünftürers mit ansteigender Fensterlinie (2006–2009)

Das Kürzel ED kennzeichnet die erste Generation des Kia cee’d, einem Pkw-Modell des südkoreanischen Herstellers Kia Motors. Der Kia cee’d (ED) wurde als Nachfolger des Kia Cerato am 28. September 2006 auf der Mondial de l’Automobile de Paris vorgestellt.
Auf den deutschen Markt kam das Fahrzeug am 20. Januar 2007 als Fünftürer mit fünf möglichen Motorisierungen und vier Ausstattungsvarianten. Im Sommer 2007 folgte der cee’d_sw genannte Kombi und Anfang 2008 der dreitürige pro_cee’d. Als Fahrzeug der Kompaktklasse war es damals zwischen dem Kleinwagen Rio und dem Mittelklassewagen Magentis positioniert.
Der Kia cee’d (ED) ist das erste Fahrzeug von Kia, das komplett in Europa designt und auf den europäischen Endkunden zugeschnitten wurde. Er teilt sich mit dem Hyundai i30 (FD) eine Bodengruppe und die technische Basis, also auch Getriebe und Motoren. Hergestellt wurde das Modell zwischen Dezember 2006 und Februar 2013 im Kia Motors Slovakia zugehörigen Werk in Žilina.
Kia bot mit dem Auto als erster Hersteller eine serienmäßige Garantie an, die sieben Jahre oder 150.000 km gültig war. Die erste Generation des Kia cee’d bekam seit seinem Erscheinen zehn verschiedene nationale Preise als „Auto des Jahres“ von verschiedenen europäischen Fachpublikationen verliehen und avancierte zum bislang größten Erfolg der Marke in Europa.
Die zweite Generation des cee’d wurde auf dem Genfer Auto-Salon 2012 vorgestellt und erhielt den Schlüssel „JD“.

## Entwicklung und Geschichte
Einen ersten Ausblick auf die Serienversion lieferte die Studie Kia cee’d, die auf dem Genfer Auto-Salon im Frühjahr 2006 als Weltpremiere vorgestellt wurde. Der Name cee’d wird wie das englische Wort seed (dt.: Saat oder Samen) ausgesprochen. Er setzt sich aus der französischen Abkürzung für Europäische Gemeinschaft (CE) und dem Kürzel ED für „European Design“ zusammen. Der cee’d steht gemäß Jean-Charles Lievens, Senior Vice President von Kia Motors Europe „gleichsam [für] die Saat für die großen Absatzzuwächse, die Kia mit diesem neuen Modell realisieren will. Wir wollten einen frischen Namen einführen, der zu den zentralen Ansprüchen unserer Marke passt: Qualität, Vertrauenswürdigkeit und Dynamik.“
Der Namensteil ED geht auf das in Rüsselsheim entworfene Design der cee’d-Baureihe zurück und war gleichzeitig der interne Entwicklungscode. Ein halbes Jahr nach Veröffentlichung des ersten Konzeptfahrzeugs wurde im September 2006 auf dem Pariser Autosalon das Serienmodell präsentiert. Ebenfalls zu sehen waren zwei weitere cee’d-Studien: der pro_cee’d, eine dreitürige Version und der cee’d_sw, ein Kombimodell.
Im Mai 2006 begann im damals neuen Kia-Werk im slowakischen Žilina die Testproduktion der cee’d-Baureihe, um die Anlagen, Techniken und Arbeitsprozesse zu optimieren und aufeinander abzustimmen. Das eine Milliarde Euro teure Werk beschäftigte anfangs 2400 Arbeiter in zwei Schichten, die neben den Fahrzeugen auch die Motoren herstellen. Am 7. Dezember 2006 lief schließlich die Serienfertigung an, bei der 75 Prozent aller Bauteile von europäischen Zulieferern stammen.
Der Beginn der Produktion sollte laut Jean-Charles Lievens „auch eine umfassende Qualitätsoffensive unserer Marke markieren. Höchste Entwicklungs- und Fertigungsstandards sowie europäisch orientiertes Design und eine hochwertige Anmutung bestimmen jeden Aspekt dieses ersten in Europa entwickelten und produzierten Kia-Modells. Der cee’d ist zweifellos der stärkste Herausforderer, den unsere Marke je im europäischen C-Segment angeboten hat.“
Am 6. März 2007 stellte Kia die Studie der Cabrioversion excee’d auf dem Genfer Auto-Salon vor. Weiterhin wurde die Serienversion des cee’d Sporty Wagon („sw“) enthüllt. Ein erstes Modell des cee’d mit auf Autogas umgerüstetem Motor wurde auf der Auto Mobil International 2007 präsentiert.
Das russische Unternehmen Avtotor begann am 15. März 2007 – genau zehn Jahre, nachdem das erste Modell des südkoreanischen Herstellers dort gefertigt worden war – mit dem Lizenzbau des Kia cee’d. Zunächst wurde das Werk mit Originalteilen aus Žilina beliefert und übernahm nur die Montage, später wurde die komplette Produktion des Wagens in Kaliningrad realisiert.
Bis Juni 2007 wurden mehr als 63.000 Fahrzeuge der Steilheckversion gefertigt. Dabei wurden zwei Produktionsrekorde aufgestellt: Im April verließen an einem Tag 830 Einheiten das Werk und im Mai des gleichen Jahres wurde mit 14.000 Exemplaren (geplant waren 10.000) die bisher größte Monatsproduktion verbucht.
Einen Monat früher als geplant lief die Produktion des cee’d_sw am 20. Juli 2007 an. In der ersten Produktionswoche wurden schon mehr als 1000 Fahrzeuge hergestellt. Die meisten davon wurden an Kia-Partner in den fünf wichtigsten europäischen Märkten ausgeliefert: Deutschland, Spanien, Großbritannien, Frankreich und Italien. Der Marktstart für das Kombimodell erfolgte in Deutschland am 31. August 2007.
Am 11. September 2007 wurde auf der 62. IAA in Frankfurt die Serienversion des pro_cee’d vorgestellt. Die Markteinführung erfolgte Anfang 2008 europaweit in 19 Varianten.
Am 3. Oktober 2007 lief der 100.000. Kia cee’d in Žilina vom Band. Von Kia wird ein Wert von jährlich 100 produzierten Fahrzeugen pro Mitarbeiter in der Vollausbaustufe angestrebt; damit wäre das slowakische Kia-Werk das produktivste Automobilwerk Europas. Am 25. Oktober 2007, sechs Wochen früher als geplant, lief die Produktion des dreitürigen pro_cee’d an. Der pro_cee’d ist damit neben den beiden anderen cee’d-Varianten und dem Kia Sportage das vierte in Europa hergestellte Modell.
Im April 2008 konnte mit 915 Einheiten ein neuer Rekord für die Tages-, Wochen- (4474 Fahrzeuge) und für die Monatsproduktion (19.300 Stück) aufgestellt werden.
Im September 2009 wurde nach drei Jahren Bauzeit auf der 63. IAA in Frankfurt ein überarbeitetes Modell vorgestellt. Während dem Fünftürer und dem Kombi ein verändertes Front- und Heckdesign, technische Optimierungen sowie geringfügige Neuerungen im Innenraum zuteilwurden, kamen beim Dreitürer vorerst nur die Innenraumänderungen und Motorenoptimierungen zum Tragen. Der auch optisch umgestaltete pro_cee’d sollte 2010 in Paris vorgestellt werden. Dieser Termin wurde jedoch auf den Genfer Autosalon im März 2011 verschoben.
Drei Jahre nach der Eröffnung des Werks in Žilina wurde im Januar 2010 das 500.000. in Europa hergestellte Kia-Modell produziert. Dabei handelt es sich um einen weißen cee’d_sw 1,6 CRDi, der einem Transplantationszentrum in Martin gestiftet wurde.
Am 15. Juni 2010 wurden alle Modelle der cee’d-Baureihe mit elektronischem Stabilitäts-Programm, die zwischen April 2008 und März 2009 produziert wurden, in die Werkstätten zurückgerufen. Deutschlandweit sind 12.500 Fahrzeuge betroffen, bei denen ein Bremskreis ausfallen und sich so die Bremskraft vermindern kann.
Am 26. Januar 2012 verließ ein Kia cee’d, von dem bis dahin mehr als 600.000 Stück in der Slowakei gebaut wurden, als 1.000.000stes Fahrzeug das Kia-Werk in Žilina. Wie der 500.000. cee’d wird auch dieser einem gemeinnützigen Zweck gespendet. In diesem Fall der Stiftung „Rote Nasen Clowndoctors International“.

## Technik
Der Kia cee’d teilt sich mit dem im Juli 2007 erschienenen Hyundai i30 eine völlig neu entwickelte Bodengruppe und die technische Basis. Deshalb werden die drei benzin- und die drei dieselbetriebenen Motoren mit Schalt- beziehungsweise Automatikgetriebe auch im Hyundai i30 verwendet.

### Motoren und Getriebe
Alle sechs quer eingebauten Frontmotoren treiben die Vorderräder an und haben eine Antriebsschlupfregelung, die das Durchdrehen der Antriebsräder verhindern soll. Die Vierzylindermotoren haben 16 Ventile und Motorblöcke aus Aluminium oder Grauguss. Die Motortemperatur wird über ein geschlossenes Flüssigkeitskühlsystem konstant gehalten. Der Hersteller geht davon aus, dass sich europaweit 48 Prozent für einen Dieselmotor entscheiden werden und etwa 95 Prozent ein Schaltgetriebe wählen.
Durch technische Verbesserungen konnten der Durchschnittsverbrauch und die Schadstoffemissionen für das Facelift-Modell um fünf Prozent gesenkt werden. Mithilfe des neuen Start-Stopp-Systems liegt der niedrigste CO2-Ausstoß nun bei 117 g/km. Des Weiteren erhielten die 1,6-l-Diesel ein neues Sechsgang-Schaltgetriebe.

#### Ottomotoren

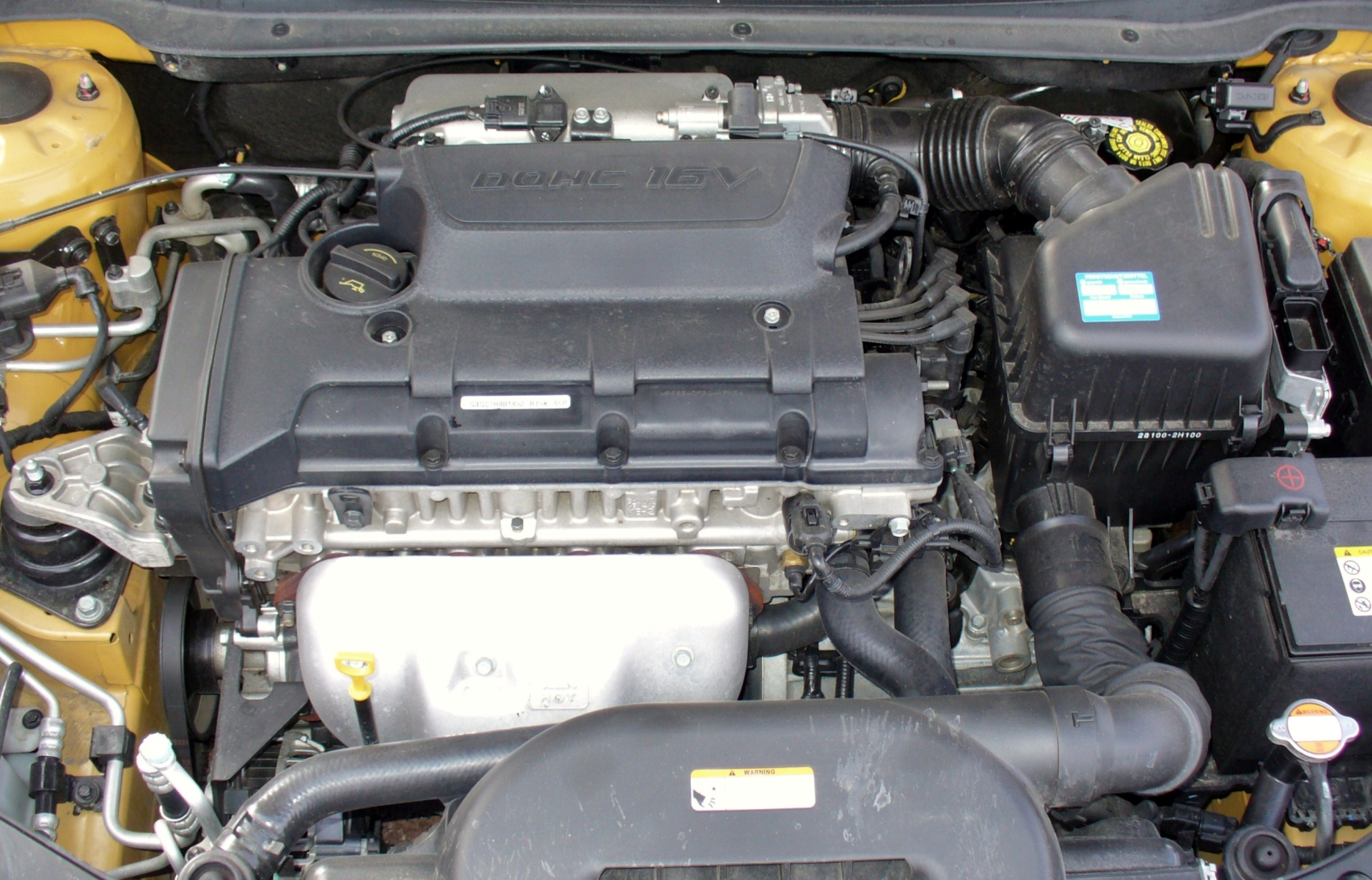
2,0-l-CVVT-Motor im Kia pro_cee’d

Die Ottomotoren wurden für die Kia cee’d-Modellreihe weiterentwickelt und haben Motorblöcke aus Aluminium (außer 2,0 l) sowie zwei obenliegende, per Steuerkette (1,4 l; 1,6 l) oder Zahnriemen (2,0 l) angetriebene Nockenwellen. Die Zusatzbezeichnung CVVT steht für continuous variable valve timing, also Ventile mit variabler Steuerung. Weiterhin sind die CVVT-Motoren mit einer Multi-Point-Einspritzung und einer kontaktlosen Zündanlage ausgerüstet. Die Abgase würden mit einem geregelten Drei-Wege-Katalysator gereinigt.
- 1,4 l Gamma CVVT Reihenvierzylinder mit 1396 cm³ Hubraum und 66 kW (90 PS), 09/2009–2011
- 1,4 l Gamma CVVT Reihenvierzylinder mit 1396 cm³ Hubraum und 77 kW (105 PS), 2011–04/2012
- 1,4 l Gamma CVVT Reihenvierzylinder mit 1396 cm³ Hubraum und 80 kW (109 PS), 12/2006–09/2009
- 1,6 l Gamma CVVT Reihenvierzylinder mit 1591 cm³ Hubraum und 90 kW (122 PS), 12/2006–12/2007
- 1,6 l Gamma CVVT Reihenvierzylinder mit 1591 cm³ Hubraum und 92 kW (125 PS), 09/2009–02/2013
- 1,6 l Gamma CVVT Reihenvierzylinder mit 1591 cm³ Hubraum und 93 kW (126 PS), 12/2007–09/2009
- 2,0 l Beta II CVVT Reihenvierzylinder mit 1975 cm³ Hubraum und 105 kW (143 PS), 12/2006–08/2010 (Motor entfällt aufgrund fehlender Euro 5-Eignung)

#### Dieselmotoren
Kia Motors bezeichnet seine Common-Rail-Diesel als CRDi-Motoren. Diese verfügen im cee’d über einen Turbolader mit verstellbaren Leitschaufeln (VTG), eine Bosch-Common-Rail-Einspritzung sowie Motorblöcke aus Grauguss. Die beiden 1,6 l-CRDi-Dieselmotoren sind Neuentwicklungen und werden in Žilina produziert. Sie haben zwei obenliegende Nockenwellen die per Steuerkette angetrieben werden und zusätzlich einen Intercooler. Der größte Diesel, der schon im Kia Carens verwendet wird, ergänzte im Juli 2007 die Motorenpalette. Er hat eine obenliegende Nockenwelle mit Zahnriemenantrieb. Die Abgase der Diesel werden von einem Dieselrußpartikelfilter mit offenem System gereinigt, im Mai 2007 folgte für den 115-PS-Diesel ein geschlossenes System. Die Motoren erfüllen die Abgasnorm Euro 4 und seit Mitte 2010 Euro 5, welche zum 1. Januar 2011 Pflicht wurde. Da der 2,0-l-Motor diese Norm nicht erfüllen konnte, wurde er im Laufe des Jahres 2010 durch den 1,6-l-Diesel mit 94 kW (128 PS) ersetzt.
- 1,6 l CRDi Reihenvierzylinder mit 1582 cm³ Hubraum und 66 kW (90 PS), (01/2007–Mitte 2009 U-Serie; Mitte 2009–04/2012 U2-Serie)
- 1,6 l CRDi Reihenvierzylinder mit 1582 cm³ Hubraum und 85 kW (115 PS), (01/2007–Mitte 2009 U-Serie; Mitte 2009–02/2013 U2-Serie)
- 1,6 l CRDi Reihenvierzylinder mit 1582 cm³ Hubraum und 94 kW (128 PS), 08/2010–02/2013
- 2,0 l CRDi Reihenvierzylinder mit 1991 cm³ Hubraum und 103 kW (140 PS), 08/2007–09/2010

#### Autogasmotoren
Die drei Ottomotoren können seit April 2007 auf Autogasbetrieb umgerüstet werden. Die so genannten LPG-Modelle (Liquified Petroleum Gas) erhalten dabei im Rahmen eines Umbaus folgende Änderungen: Ein zusätzlicher Stahltank wird in der Reserveradmulde mit Überdruckventil, Schmelzsicherung und 80-%-Stopp (Tank wird nur zu 80 % gefüllt) montiert. Für den Betrieb mit Flüssiggas sind außerdem Gaseinblasdüsen, ein Druckregler mit Verdampfer, ein LPG-Steuergerät und eine Umschaltvorrichtung notwendig. Das LPG-Steuergerät berechnet anhand der Daten des Motorsteuergeräts die Einblasmengen. Dabei kontrolliert das Motorsteuergerät weiterhin die Verbrennung. Der Systemdruck im Gastank liegt zwischen sechs und zwölf Bar, der Einblasdruck bei zwei Bar.
Während die Leistungsfähigkeit der Motoren und der Kofferraum vollständig erhalten bleiben (ein Reifenpannenset ersetzt das sonst vorhandene Notrad), senken sich zum Beispiel die Abgasemissionen, speziell die von CO2 und Rußpartikeln, um insgesamt bis zu 80 Prozent. Weitere Vorteile sind ein verringerter Geräuschpegel, höhere Reichweite durch mehr Tankvolumen und geringere Treibstoffkosten. Kia Motors gibt bei LPG-Fahrzeugen drei Jahre Garantie auf alle Umbauteile, den Einbau und eventuelle Folgeschäden. Die reguläre Garantie bleibt von dieser Regelung unberührt.
Im Fahrbetrieb kann per Knopfdruck im Cockpit zwischen Gas oder Benzin gewählt werden, wobei im Gasbetrieb ein Mehrverbrauch von 10 bis 15 Prozent entsteht, da das Gas einen niedrigeren Energiegehalt aufweist. Laut Kia amortisiert sich beim cee’d der Mehrkostenaufwand von 2699 bis 2899 Euro nach einer Laufleistung von etwa 68.000 Kilometern.

#### Getriebe
- Fünf-Gang-Schaltgetriebe mit Einscheibentrockenkupplung
- Sechs-Gang-Schaltgetriebe mit Einscheibentrockenkupplung
- Vier-Stufen-Automatikgetriebe mit Wandlerüberbrückungskupplung

Die Schaltgetriebe, sowohl die Fünf- als auch die Sechsgang-Version, beinhalten verschiedene Innovationen. Beispielsweise sollen Kegel-Synchronisatoren (für den ersten und zweiten Gang) schnellere und präzisere Gangwechsel ermöglichen. Um das versehentliche Einlegen des Rückwärtsgangs zu verhindern, muss der Fahrer beim Einlegen dieses Gangs einen Sicherheitsring am Schalthebel hochziehen, um die Schaltgasse freizugeben.
Die Vier-Stufen-Automatik hat eine elektronische Steuereinheit, die unter anderem Parameter wie Beschleunigung, Verzögerung, Motordrehzahl und Geschwindigkeit überwacht. Dass Kia Motors nur von einem geringen Anteil an Interessenten für die Automatikvariante ausgeht, war für verschiedene Fachjournalisten keine Überraschung. Der Stern kommentierte etwa, „die etwas antiquierten Automatik-Getriebe [sic!] von Kia sind gewöhnungsbedürftig – vorsichtig ausgedrückt“.

#### Technische Daten im Detail
| Technische Daten                            | Technische Daten                                                                           | Technische Daten                                                                           | Technische Daten                                                                           | Technische Daten                                                                           | Technische Daten                                                                           | Technische Daten                                                                                          | Technische Daten                                                                                          | Technische Daten                                                                                          | Technische Daten                                                                                          |
|                                             | 1.4 CVVT 1                                                                                 | 1.4 CVVT 1                                                                                 | 1.4 CVVT 1                                                                                 | 1.6 CVVT                                                                                   | 2.0 CVVT                                                                                   | 1.6 CRDi 90 2                                                                                             | 1.6 CRDi 115                                                                                              | 1.6 CRDi 128                                                                                              | 2.0 CRDi                                                                                                  |
| ------------------------------------------- | ------------------------------------------------------------------------------------------ | ------------------------------------------------------------------------------------------ | ------------------------------------------------------------------------------------------ | ------------------------------------------------------------------------------------------ | ------------------------------------------------------------------------------------------ | --- | --- | --- | --- |
| Bauzeitraum:                                | 09/2009–2011                                                                               | 2011–04/2012                                                                               | 12/2006–09/2009                                                                            | 12/2006–02/2013                                                                            | 12/2006–08/2010                                                                            | 12/2006–02/2013                                                                                           | 12/2006–02/2013                                                                                           | 09/2010–02/2013                                                                                           | 12/2006–08/2010                                                                                           |
| Motortyp:                                   | Vierzylinder-Ottomotor in Reihenbauart, Multipoint-Einspritzung, vier Ventile pro Zylinder | Vierzylinder-Ottomotor in Reihenbauart, Multipoint-Einspritzung, vier Ventile pro Zylinder | Vierzylinder-Ottomotor in Reihenbauart, Multipoint-Einspritzung, vier Ventile pro Zylinder | Vierzylinder-Ottomotor in Reihenbauart, Multipoint-Einspritzung, vier Ventile pro Zylinder | Vierzylinder-Ottomotor in Reihenbauart, Multipoint-Einspritzung, vier Ventile pro Zylinder | Vierzylinder-Dieselmotor in Reihenbauart, Common-Rail-Einspritzung, Turbolader, vier Ventile pro Zylinder | Vierzylinder-Dieselmotor in Reihenbauart, Common-Rail-Einspritzung, Turbolader, vier Ventile pro Zylinder | Vierzylinder-Dieselmotor in Reihenbauart, Common-Rail-Einspritzung, Turbolader, vier Ventile pro Zylinder | Vierzylinder-Dieselmotor in Reihenbauart, Common-Rail-Einspritzung, Turbolader, vier Ventile pro Zylinder |
| Hubraum:                                    | 1396 cm³                                                                                   | 1396 cm³                                                                                   | 1396 cm³                                                                                   | 1591 cm³                                                                                   | 1975 cm³                                                                                   | 1582 cm³                                                                                                  | 1582 cm³                                                                                                  | 1582 cm³                                                                                                  | 1991 cm³                                                                                                  |
| max. Leistung bei min−1                     | 66 kW (90 PS)/6000                                                                         | 77 kW (105 PS)/6300                                                                        | 80 kW (109 PS)/6200                                                                        | 92 kW (125 PS)/6300 3                                                                      | 105 kW (143 PS)/6000                                                                       | 66 kW (90 PS)/4000                                                                                        | 85 kW (115 PS)/4000                                                                                       | 94 kW (128 PS)/4000                                                                                       | 103 kW (140 PS)/3800                                                                                      |
| max. Drehmoment bei min−1                   | 137 Nm/5000                                                                                | 137 Nm/5000                                                                                | 137 Nm/5000                                                                                | 154 Nm/5200                                                                                | 186 Nm/4600                                                                                | 235 Nm/1750–2500                                                                                          | 260 Nm/1900–2750 4                                                                                        | 260 Nm/1900–2750                                                                                          | 305 Nm/1800–2500                                                                                          |
| Getriebeart, serienmäßig                    | 5-Gang-Schaltgetriebe                                                                      | 5-Gang-Schaltgetriebe                                                                      | 5-Gang-Schaltgetriebe                                                                      | 5-Gang-Schaltgetriebe                                                                      | 5-Gang-Schaltgetriebe                                                                      | 6-Gang-Schaltgetriebe 5                                                                                   | 6-Gang-Schaltgetriebe 5                                                                                   | 6-Gang-Schaltgetriebe                                                                                     | 6-Gang-Schaltgetriebe                                                                                     |
| Getriebeart, optional                       | —                                                                                          | —                                                                                          | —                                                                                          | 4-Gang-Automatik                                                                           | 4-Gang-Automatik                                                                           | — | 4-Gang-Automatik                                                                                          | 4-Gang-Automatik                                                                                          | — |
| Leergewicht                                 | 1263–1399 kg                                                                               | 1263–1399 kg                                                                               | 1263–1399 kg                                                                               | 1257–1417 kg                                                                               | 1337–1470 kg                                                                               | 1358–1502 kg                                                                                              | 1358–1509 kg                                                                                              | 1358–1509 kg                                                                                              | 1440–1572 kg                                                                                              |
| maximale Zuladung                           | 447–503 kg                                                                                 | 447–503 kg                                                                                 | 447–503 kg                                                                                 | 439–512 kg                                                                                 | 429–493 kg                                                                                 | 453–501 kg                                                                                                | 446–515 kg                                                                                                | 453–515 kg                                                                                                | 422–480 kg                                                                                                |
| maximale Anhängelast                        | 1200 kg                                                                                    | 1200 kg                                                                                    | 1200 kg                                                                                    | 1200 kg                                                                                    | 1200–1500 kg                                                                               | 1400 kg                                                                                                   | 1300–1400 kg                                                                                              | 1300–1400 kg                                                                                              | 1500 kg                                                                                                   |
| Beschleunigung, 0–100 km/h                  | 11,6 s                                                                                     | 12,1 s                                                                                     | 11,6–11,7 s                                                                                | 10,8–11,9 s                                                                                | 10,3–11,0 s                                                                                | 13,8–14,1 s                                                                                               | 11,4–13,1 s                                                                                               | 11,0–12,3 s                                                                                               | 10,1–10,5 s                                                                                               |
| Höchstgeschwindigkeit                       | 180 km/h                                                                                   | 185 km/h                                                                                   | 187 km/h                                                                                   | 187–192 km/h                                                                               | 195–205 km/h                                                                               | 172 km/h                                                                                                  | 180–188 km/h                                                                                              | 186–197 km/h                                                                                              | 205 km/h                                                                                                  |
| Kraftstoffverbrauch auf 100 km (kombiniert) | 5,7–6,1 l Super                                                                            | 5,7 l Super                                                                                | 6,1–6,3 l Super                                                                            | 6,0–7,0 l Super                                                                            | 7,1–7,7 l Super                                                                            | 4,5–4,9 l Diesel                                                                                          | 4,5–6,1 l Diesel                                                                                          | 4,5–5,8 l Diesel                                                                                          | 5,5–5,8 l Diesel                                                                                          |
| CO2-Emission                                | 132–143 g/km                                                                               | 132 g/km                                                                                   | 145–149 g/km                                                                               | 142–166 g/km                                                                               | 170–184 g/km                                                                               | 117–128 g/km                                                                                              | 117–161 g/km                                                                                              | 117–154 g/km                                                                                              | 145–154 g/km                                                                                              |
| Abgasnorm                                   | Euro 5                                                                                     | Euro 5                                                                                     | Euro 4                                                                                     | Euro 4–Euro 5                                                                              | Euro 4                                                                                     | Euro 4–Euro 5                                                                                             | Euro 4–Euro 5                                                                                             | Euro 5 | Euro 4 |

### Lenkung, Fahrwerk und Bremsen
In allen Versionen ist eine geschwindigkeitsabhängige, elektrohydraulische Zahnstangen-Servolenkung eingebaut. Bei 2,69 bis 2,86 Lenkradumdrehungen, abhängig von der verwendeten Reifengröße, hat der Wagen einen Wendekreis von 10,3 bis 10,8 Metern.
Beim Fahrwerk kommt vorne eine Einzelradaufhängung mit Dreieckslenkern, MacPherson-Federbeinen mit Gasdruckstoßdämpfern und Stabilisatoren zum Einsatz. Eine Mehrlenkerachse hinten soll für entsprechenden Komfort und gute Fahreigenschaften sorgen; siehe dazu auch Sonstiges (Frankfurter Rundschau).
Die Bodenfreiheit beträgt beim Fünftürer 150 Millimeter.
Die hydraulische Zweikreisbremsanlage arbeitet vorne mit innenbelüfteten Scheibenbremsen mit einem Durchmesser von 280 mm und hinten mit 262-mm-Bremsscheiben. Das Bremssystem umfasst serienmäßig ABS, EBD, BAS und einen Bremskraftverstärker. Von 100 km/h bis zum Stillstand benötigt der Wagen zwischen 38,7 und 39,7 m.

## Karosserievarianten
| Abmessungen | Abmessungen  | Abmessungen | Abmessungen  |
|             | cee’d        | pro_cee’d   | cee’d_sw     |
| ----------- | ------------ | ----------- | ------------ |
| Radstand:   | 2650 mm      | 2650 mm     | 2650 mm      |
| Länge:      | 4235–4265 mm | 4250 mm     | 4470–4490 mm |
| Breite:     | 1790 mm      | 1790 mm     | 1790 mm      |
| Höhe:       | 1480 mm      | 1450 mm     | 1525 mm      |

Ab Marktstart war der Kia als Fünftürer erhältlich. Anstatt mit einem Stufenheck wie beim Vorgänger Kia Cerato wurde ab August 2007 das Modellangebot durch den Kombi cee’d_sw ergänzt. Im Dezember 2007 kam dazu der sportlichere Dreitürer pro_cee’d auf den Markt. Alle Karosserien wurden als Fünfsitzer gebaut. Die Versionen unterscheiden sich in verschiedenen Details bezüglich des Designs; so hat der pro_cee’d nur noch die Motorhaube und die vorderen Kotflügel mit dem cee’d gemein. Der Innenraum gleicht sich hingegen in allen Versionen bis auf die Türverkleidungen.

### Abmessungen
Mit Außenmaßen von 4,24 bis 4,49 Metern liegt der Kia cee’d zwischen den Konkurrenten VW Golf VI und Ford Focus. Die Kombiversion orientiert sich an Modellen wie dem VW Golf Variant oder dem Mazda3 Sport. Im Vergleich zum Vorgänger Cerato ist der Fünftürer circa zehn Zentimeter kürzer und der Kombi erreicht in etwa die Länge des ehemaligen Stufenheckmodells.

## Ausstattungen und Preise

### Ausstattung
Für den cee’d standen ab Verkaufsbeginn insgesamt vier verschiedene Grundausstattungsschemen bereit. Als Basis diente die nur für den Fünftürer mit dem kleinsten Benziner verfügbare Version LX Basis. Darauf folgte die komfortablere Version LX und die nochmals höherwertige EX-Ausstattung. Das Topmodell TX wurde nur mit 2,0-Liter-Motoren ausgeliefert.
Im Zuge der Modellpflege im Herbst 2009 wurden die Ausstattungsumfänge der einzelnen Modelle leicht überarbeitet. Außerdem gibt es nun optional eine Zwei-Zonen-Klimaautomatik, verschiedene neue Audiosysteme und ein anderes Navigationssystem. Weiterhin wird das ESP um eine Berganfahrfunktion ergänzt. Die ausschließlich für den Fünftürer vorgesehene Basisversion wird nun Attract genannt. Darauf folgt die Vision-Ausstattung, die nochmals umfangreichere Version Spirit und das neue Topmodell Mind.

#### Serienausstattung
Der cee’d bietet in allen Ausstattungen serienmäßig sechs Airbags, ABS, ESP (Ausnahme: Attract), TCS, einen Bordcomputer, elektrische Fensterheber vorne und Zentralverriegelung. Bei höheren Ausstattungsvarianten kommen weitere Komfort- und Sicherheitsextras wie zum Beispiel Klimaautomatik, Nebelscheinwerfer, Alarmanlage, Tempomat, Regen-/Lichtsensor, aktive Kopfstützen vorne, Teilledersitze mit Sitzheizung oder Einparksensoren hinzu. Eine Besonderheit im C-Segment sind die ab der EX-Version verfügbaren wasserabweisenden Seitenfenster sowie die chipgesteuerten Scheibenwischer. Der Kombi Sporty Wagon ist überdies serienmäßig mit einer Dachreling, einem Gepäckraum-Trennnetz und einem 55 Liter großen Fach unter dem Gepäckraumboden ausgestattet.
Das bei allen Ausstattungen serienmäßige Audiosystem wurde erstmals in einem Kia-Modell speziell auf das Fahrzeug abgestimmt. Es enthält ein RDS-Radio mit CD- und MP3-Player, vier (ab LX-Version sechs) Lautsprecher sowie ein Lenkrad mit integrierten Bedienelementen. Ab EX befinden sich in der Mittelkonsole USB 2.0- und AUX-Eingänge sowie eine iPod-Steuerung.

#### Sonderausstattung
Die Sonderausstattung umfasst eine Metalliclackierung, Ledersitze (bis 09/2009 für TX), ein elektrisches Glasschiebe-/ausstelldach (ab EX/Spirit) sowie das 4-Stufen-Automatikgetriebe für den 1,6 CVVT, 1,6 CRDi 115 und 2,0 CVVT (ab EX/Spirit). Alle anderen Sonderausstattungen werden je nach Serienumfang der gewählten Ausstattung in verschiedenen Paketen zusammengefasst. Von Juli 2007 bis 2009 war das sonst nur in Paketen erhältliche Navigationssystem mit Pfeildarstellung auch separat bestellbar. Es wurde schließlich von einem neuen Multimedia-DVD-Navigationssystem mit 7-Zoll-Touchscreen, Bluetooth-Freisprecheinrichtung und iPod-Direktanschluss abgelöst.

#### Sportpaket
In Deutschland ist für alle drei Karosserievarianten ein Sportpaket erhältlich. Dieses besteht aus dunkel eingefassten Frontscheinwerfern, einem Kühlergrill mit vier Chromstreben ähnlich dem des cee’d-Konzeptfahrzeugs und 5-Speichen-Aluminiumrädern mit 225/45 R17 Michelin-Reifen. Modelle mit Sportpaket verfügen im teilweise mit Leder und Stoff ausgestatteten Interieur über eine schwarze Innenverkleidung, Edelstahl-Einstiegsleisten, Sportpedale aus Aluminium und hellgraue Kontrastnähte an Sitzen, Lenkrad und Leder-Mittelarmlehne. Die fünftürigen Versionen besitzen zudem eine Sitzheizung vorne, ab August 2008 ein Reifendruck-Kontrollsystem und einen höhenverstellbaren Beifahrersitz.
Das Sportpaket des modellgepflegten cee’d besitzt zusätzlich zu den oben genannten Ergänzungen verschiedene Anbauteile in Klavierlack-Optik: einen Sport-Kühlergrill, die Umrahmung der Scheinwerfer und Dekorleisten.

#### Sondermodelle
Im Rahmen des Sponsorings der Fußball-Europameisterschaft 2008 gab es den fünftürigen cee’d als Top Star-Sondermodell mit mobilem Navigationssystem und einem Preisvorteil von 1430 Euro.
Von Juni bis Ende September 2008 übernahm Kia für die fünftürigen Modelle im Rahmen einer Sonderaktion die Tankkosten bis zu ein Jahr lang. Beschränkt wurde die Aktion durch festgelegte Bedingungen wie 12.000 Kilometer Jahresfahrleistung, den Durchschnittsverbrauch aller Motoren (6,14 beziehungsweise 6,27 l/100 km beim cee’d_sw) oder den durchschnittlichen Kraftstoffpreis im Juni von 1,55 Euro je Liter. Die Kostenübernahme war an eine Shell-Guthabenkarte gebunden.
Im Zuge der Umweltprämie wurden die Ausstattungsvarianten des Fünftürers im März 2009 um den Attract ergänzt. Diese nochmals im Vergleich zum bisherigen Einstiegsmodell LX Basis im Umfang reduzierte Version (ohne ESP, keine Funkfernbedienung für die Zentralverriegelung) wurde mit einem Einstiegspreis von knapp unter 10.000 Euro beworben.
Ebenfalls ab März 2009 erhältlich waren die beiden Sondermodelle Vision und Spirit für Fünf-, Dreitürer und Kombi. Während Vision auf den LX-Modellen basierte und um eine Klimaanlage, Nebelscheinwerfer, eine Sitzheizung vorne und ein Ablagefach im Kofferraumboden ergänzt worden war, baute Spirit auf der höherwertigen EX-Ausstattung auf und wurde mit einer Klimaautomatik, Parksensoren hinten, Sitzbezügen aus einer Stoff-Leder-Kombination mit Sitzheizung vorne sowie abgedunkelten Heckscheiben erweitert. Beide besaßen auf Wunsch ein Start-Stopp-System.
Da Kia seit dem 1. Januar 2010 auf alle Modelle sieben Jahre Garantie bietet, wurden die Seven Stars-Sondermodelle aufgelegt. Bei diesen wurde die zugrunde liegende Ausstattung Vision um eine Klimaanlage, 16 Zoll-Leichtmetallräder, Nebelscheinwerfer und Lederbedienelemente erweitert. Die Seven Stars-Modelle waren in Kombination mit dem 1,4-Liter-Benzinmotor erhältlich und boten einen Preisvorteil von 1795 Euro.
2011 wurde die Sun Edition des cee’d vorgestellt, welche auf dem Modell Vision mit 1,4-l-Ottomotor basierte und ab 12.990 Euro erhältlich war.
Ab Oktober 2011 gab es für alle drei Karosserievarianten ein Sondermodell namens Edition 7. Dieses basierte auf der Vision-Ausstattung und war mit beiden Ottomotoren und dem 115-PS-Diesel lieferbar. Eine Besonderheit dabei war, dass der 90-PS-Benziner nun auch im pro_cee’d erhältlich war. Die Sondermodelle besitzen zusätzlich eine Klimaanlage, ein Kartennavigationssystem, eine hintere Einparkhilfe inklusive Rückfahrkamera, 16-Zoll-Leichtmetallräder, Nebelscheinwerfer, eine Sitzheizung und Mittelarmlehne vorn sowie Lederbedienelemente. Ebenso erhielten die Fahrzeuge eine Metallic-Lackierung in Schwarz, Grau oder einem von zwei Silbertönen (den pro_cee’d gab es auch in Uni-Weiß). Der Preisvorteil betrug laut Hersteller 4360 Euro. 2012 wurde die Ausstattungsstruktur der Edition 7-Modelle verändert. Nunmehr waren zusätzlich eine Klimaautomatik, ein Tempomat, ein Ablagefach im Gepäckraumboden und der schwarze Kühlergrill aus dem Sportpaket enthalten. Letzterer war bisher nur beim pro_cee’d inbegriffen. Außerdem standen nun auch der Fünftürer und der Kombi in der weißen Unilackierung zur Verfügung.
Anlässlich der Fußball-Europameisterschaft 2012, die von Kia unterstützt wurde, gab es für das Jahr 2012 die Sondermodelle Dream Team. Diese zeichnen sich durch 17-Zoll-Leichtmetallräder, eine 6,5-Zoll-Kartennavigation inklusive Rückfahrkamera, LED-Tagfahrlicht und eine Geschwindigkeitsregelanlage aus. Auch bei diesem Sondermodell konnte der pro_cee’d mit dem 90-PS-Ottomotor geordert werden. Die Preise begannen bei 15.750 Euro für den pro_cee’d und lagen damit bis zu 5000 Euro unter einem vergleichbar ausgestatteten Vision-Serienmodell.
Auch im Januar 2012 eingeführt wurde das Sondermodell Kia cee’d_sw 1.6 CRDi 90 Business Line, welches ebenfalls auf der Ausstattungslinie Vision aufbaut und darüber hinaus ein Navigationssystem mit Rückfahrkamera, eine Klimaanlage, Mittelarmlehne und Sitzheizung vorne sowie das Start-Stopp-System enthielt. Der Preisvorteil lag bei 2.635 Euro.

#### Garantie
Kia bot mit dem cee’d als erster Automobilhersteller eine serienmäßige Garantie an, die sieben Jahre oder 150.000 km für den Antriebsstrang und fünf Jahre oder 150.000 km für das komplette Fahrzeug gültig war. Diese war beim Verkauf übertragbar, sofern die vorgeschriebenen Wartungsarbeiten nach Herstellervorgabe und GVO durchgeführt wurden, allerdings nicht zwingend in einem Kia-Markenbetrieb.
Neben der Garantie für das gesamte Auto gab es fünf Jahre Garantie auf den Lack, europaweit fünf Jahre Mobilitätsgarantie ohne Kilometerbegrenzung und zehn Jahre Garantie gegen Durchrostung. Eine Besonderheit war zudem die zwei Jahre gültige Garantie auf ausgewählte Verschleißteile und die Batterie.
Zum 1. Januar 2010, mit Ausweitung der 7-Jahres-Garantie auf alle Kia-Modellreihen, wurden die Garantiebedingungen leicht verändert. Seitdem gab es auf das gesamte Fahrzeug sieben Jahre Garantie, zwölf Jahre Durchrostungsgarantie und eine auf drei Jahre verkürzte Mobilitätsgarantie.

#### Preisentwicklung
Zum Verkaufsstart begannen die Preise für den cee’d (inklusive 19 % Mehrwertsteuer) bei 14.300 Euro (1,4 CVVT LX Basis) und endeten beim 2,0 CVVT TX für 21.425 Euro als Fünftürer. Ab Juli 2007 markierte die Kombiversion als 2,0 CRDi TX mit 24.905 Euro das obere Preisende. Im Dezember 2007 wurde der Grundpreis des Fünftürers um 130 Euro auf 14.430 Euro angehoben; die anderen Preise blieben unverändert. Im Modelljahr 2009 war für den Fünftürer zudem ein neues Basismodell namens Attract für 13.690 Euro erhältlich. Die bis Ende 2009 gezahlte Umweltprämie in Höhe von 2500 Euro förderte Kia mit einem 1200 Euro umfassenden, eigenen „Umweltbonus“, wodurch der Kia cee’d ab 9990 Euro erhältlich war.
Die überarbeiteten Modelle wurden weiterhin ab 14.430 Euro verkauft, boten jedoch eine bessere Serienausstattung. Das teuerste Modell blieb der cee’d_sw mit 2,0 CRDi-Motor in Mind-Ausstattung für 25.655 Euro. Mit Einstellung der 2,0-Liter-Motoren war die teuerste Konfiguration ein cee’d_sw Mind 1,6 CRDi 128 mit Automatikgetriebe für 27.125 Euro.

### Außenlackierungen
Neben drei aufpreisfreien Unilacken gab es eine Reihe verschiedener, optionaler Metalliclackierungen. Außerhalb Deutschlands wurden die einzelnen Lacke meist anders bezeichnet.
Uni-Lacktöne:
| Carraraweiß (ab 12/2006) | Portorot (12/2006–09/2009) | Clydeblau (ab 09/2009) |

Metallic-Lacktöne:
| Kirunasilber (ab 12/2006)    | Siriussilber (ab 09/2009) | Zypernbeige (ab 12/2006) | Baltikblau (12/2006–09/2009)    | Byteblau (ab 09/2009)      | Maggioreblau (04/2007–09/2009) | Fjordblau (ab 04/2007)     |
| Bolognarot (04/2007–09/2009) | Infrarot (ab 09/2009)     | Granadagelb (ab 04/2007) | Yorkshiregrün (04/2007–09/2009) | Phoenixsilber (ab 09/2009) | Gomeragrau (ab 04/2007)        | Žilinaschwarz (ab 12/2006) |

### Innenraum
Gepäck- und Innenraummaße
| Abmessungen                      | Abmessungen | Abmessungen | Abmessungen |
| Gepäckraum                       | Gepäckraum  | Gepäckraum  | Gepäckraum  |
| -------------------------------- | ----------- | ----------- | ----------- |
| Karosserie:                      | cee’d       | cee’d_sw    | pro_cee’d   |
| Ladekante bis Vordersitze:       | 1450 mm     | 1750 mm     | 1510 mm     |
| Ladekante bis Rücksitze:         | 800 mm      | 990 mm      | 720–820 mm  |
| maximale Innenhöhe:              | 870 mm      | 1245 mm     | 870 mm      |
| Ladekantenhöhe:                  | 690 mm      | 587 mm      | 685 mm      |
| minimale Ladebreite Heckklappe:  | 1040 mm     | 1021 mm     | 1040 mm     |
| minimale Ladehöhe:               | 460 mm      | 475 mm      | 558 mm      |
| minimale Innenbreite Gepäckraum: | 1040 mm     | 1040 mm     | 1040 mm     |
| Kofferraumvolumen (min/max):     | 340/1300 l  | 534/1664 l  | 340/1210 l  |
| Innenraum                        |             |             |             |
| Fahrzeuginnenbreite vorne:       | 1320 mm     | 1320 mm     | 1320 mm     |
| Fahrzeuginnenbreite hinten:      | 1310 mm     | 1310 mm     | 1310 mm     |
| Knieraum vorne (min–max):        | 150–390 mm  | 150–390 mm  | 150–390 mm  |
| Knieraum hinten (min–max):       | 230–460 mm  | 230–460 mm  | 160–360 mm  |
| Sitzhöhe vorne (min–max):        | 930–990 mm  | 930–990 mm  | 930–990 mm  |
| Sitzhöhe hinten:                 | 930 mm      | 930 mm      | 930 mm      |

Je nach Ausstattung kamen im Innenraum verschiedene Materialien zum Einsatz. Die Sitze sind mit Stoff (bis EX), Teilleder (Serie bei Spirit und TX, optional bei EX) oder Vollleder (optional TX) bezogen und die Dekoreinlagen in Softschwarz (bis LX) oder in Aluminiumoptik (EX, Spirit, TX) gehalten. Das Cockpit ist rot-orange beleuchtet und die Rücksitzbank im Verhältnis 60 : 40 geteilt umklappbar; beim Umlegen der Sitzflächen und -lehnen ergibt sich ein ebener Ladeboden. Die Türverkleidungen im Innenraum bestehen aus Jute-ähnlichen Kenaf-Fasern, die recyclebar sind.
Zur Modellpflege im Herbst 2009 wurde das Interieur leicht überarbeitet. Hochwertigere Materialien, neue Sitzbezüge und Dekoreinlagen sowie geänderte Instrumente zählen zu den Detailverbesserungen. Auffälliger waren das neue Lenkrad mit dünneren Speichen, der veränderte Schalthebel und die modifizierte Mittelkonsole, welche die neuen Audioanlagen und ein höher positioniertes Informationsdisplay beherbergte.

## Konzeptfahrzeuge und Serienmodelle

### Konzeptmodelle
Grundlage für das endgültige Design der verschiedenen Karosseriebauformen waren die drei von Gregory Guillaume entworfenen Studien Kia cee’d, Kia cee’d_sw und Kia pro_cee’d, von denen viele Gestaltungselemente für die Serienversionen übernommen wurden. Bei der Automobilausstellung in Genf 2007 stellte Kia zusätzlich noch eine Cabrioversion des cee’d vor. Sie hört auf dem Namen excee’d cabrio concept, entstammt allerdings der Federführung des 2007 zu Kia gekommenen und zuvor für VW und Audi tätigen Designchefs Peter Schreyer.

#### cee’d
„Unser Auftrag war, einen Teaser für das neue Kia-Modell zu entwerfen, das im September 2006 auf dem Pariser Autosalon sein Debüt geben wird“, sagte Gregory Guillaume, Chefdesigner von Kia Europa. Guillaume war einer von zehn beteiligten Designern aus EU-Ländern.
Stilprägend bei der Studie sind verschiedene Lichtkanten und -falze, bis hin zur Einbuchtung im unteren Teil der Fahrgastraumtüren. Das im Frühjahr 2006 in Genf präsentierte Modell hat eine zinnfarbene Außenlackierung und rot lackierte Bremszangen. Auffällig sind die weit ausgestellten Radhäuser, in denen sich 19-Zoll-Räder aus poliertem Aluminium mit 265/30-R19 Niederquerschnittsreifen befinden. Stilprägend bei dieser Studie ist eine Lichtkante, die von der Front, über die A-Säulen und das Dach bis in den Bereich des Heckabschlusses verläuft.

#### pro_cee’d
Das Schrägheck-Coupé vermittelte einen sportlicheren Eindruck als die Fünftürer und sah weitestgehend eigenständig aus. Das Dach der viersitzigen Studie ist um 25 Millimeter niedriger als das des Fünftürers und in der Farbe Cashew gehalten.
Weitere Merkmale sind die zweifarbigen Fünf-Doppelspeichen-Räder in 19-Zoll mit Niederquerschnittsreifen der Größe 265/30 R19, die glänzend oder mattschwarz gehaltenen Fahrzeugelemente oder die zwei Glasdachstreifen.
Der Innenraum wartet mit schwarzem und „pilotbraunem“ Leder, drei metalleingefassten Rundinstrumenten, einem von einem Metallrahmen umfassten, kurzen Lederschaltknauf und vier schalenförmigen Rückenlehnen mit Aluminium-Kopfstützenhalterungen auf. Der Fahrzeugboden ist mit Karbonleder ausgelegt und gelbliche Kontrastnähte durchlaufen das Interieur. Das seriennahe Modell des Dreitürers ist 4291 mm lang, 1800 mm breit und 1433 mm hoch.

#### cee’d_sw
Während die Konzepte des Fünf- und Dreitürers futuristisch wirkten, orientiert sich der Kombi direkt am Produktionsmodell. Er greift dessen Frontpartie auf und soll optisch zur Limousine passen. Der 4,47 m lange und 1,49 m hohe Wagen hat den gleichen Radstand von 2,65 m wie das Steilheck, schwarz hinterlegte Frontscheinwerfer sowie eine Heckklappe im Stil des Chrysler 300C Touring. Die weiter oben im Dach angeschlagene Klappe stellt somit eine größere Öffnung zur Verfügung und soll das Beladen mit sperrigen Gütern erleichtern. Zudem befindet sich im Gepäckraumboden ein weiteres Staufach.

#### excee’d
Die in Meringue-Weiß lackierte Cabriolet-Studie war das erste vom neuen Kia-Designchef Peter Schreyer entworfene Fahrzeug. Schreyer, der auch für das Design des Audi TT und des VW New Beetle verantwortlich zeichnete, sagte: „Ich bin sicher, dass das Stoffverdeck eine Renaissance erleben wird. Wir leben schon lange mit der romantischen Idee des Open-Air-Fahrens, und für mich ist das Stoffdach der Schlüssel zu einem wirklich erfüllenden Cabrio-Erlebnis.“ Deshalb verfügt die von einem 2,0-l-Ottomotor mit 105 kW (143 PS) angetriebene Studie über ein Stoffverdeck in der Farbe Zartbitter. Das Cabrio basiert auf der Coupé-Studie pro_cee’d und teilt sich bei gleichem Radstand eine Bodengruppe und auch technische Komponenten. Das Exterieur mit einer konvexen Chromleiste in den Türschwellern und das elektrische Verdeck sind hingegen neu. Weitere Charakteristika sind die 19-Zoll-Leichtmetallräder in Chromoptik, die keilförmige Seitenansicht und ein Lederinterieur, das wie die Karosserie in weiß und braun gehalten ist.

#### eco_cee’d
Auf der IAA 2007 in Frankfurt wurde dieses auf dem pro_cee’d basierende Konzeptfahrzeug vorgestellt und auf dem Genfer Auto-Salon 2008 folgte die fünftürige Version. Durch verschiedene aerodynamische Modifikationen soll mit dem zum Einsatz kommenden 1,6-l-Diesel mit 115 PS ein Verbrauch von 3,9 Litern auf 100 Kilometern erreicht werden. Das Triebwerk erfüllt die Euro-5-Abgasnorm und soll 104 Gramm CO2 pro 100 Kilometer (Fünftürer 106 Gramm CO2) ausstoßen. Mit Hilfe computergestützter Analysen und Tests im Windkanal sowie eines neuen, geschlosseneren Kühlergrills sank der Luftwiderstandsbeiwert auf 0,29. Die 15 Millimeter tiefergelegte Karosserie und die montierten Luftleitbleche unter dem Fahrzeug sollen für eine verbesserte Luftströmung sorgen. Die Radläufe sind zudem mit Spoilerlippen ausgestattet und „Michelin Energy“-Reifen der Größe 205/50 R17 für einen verringerten Rollwiderstand montiert.
Um Emissionen zu reduzieren und Kraftstoff einzusparen, wurden Einspritzsystem und Turbolader verändert. Dadurch und durch das Reduzieren der inneren Motorreibung wurden schließlich der Verbrauch und der Abgasausstoß um insgesamt 17 Prozent verringert.
Das Start-Stopp-System Idle Stop&Go, das ab März 2009 für den Endkunden bei bestimmten cee’d-Modellen auf Wunsch erhältlich war, wurde erstmals im Rahmen des eco_cee’d präsentiert. Es ist in der Studie mit dem gemeinsam mit Bosch entwickelten Batteriemanagement gekoppelt, lädt dieses beim Bremsen auf und schaltet den Motor bei Stillstand ab. Beim Treten der Kupplung startet der Motor automatisch, insofern der Anlasser eine entsprechende Zweckmäßigkeit erkannt hat und die Batterie genügend geladen ist.
Ein neues Sechsganggetriebe mit lang übersetzten Gängen vier bis sechs verringert die Motordrehzahl und reduziert Vibrationen und Geräusche. Ähnlich wie beim BMW EfficientDynamics-Energiesparpaket gibt es im Cockpit des eco_cee’d eine Gangwechselanzeige. Um das Gewicht des Notrades einzusparen, kommt in diesem Wagen ein Reifenreparaturset zum Einsatz.
Äußerlich fällt die Studie durch die weiße Lackierung, einen anderen Kühlergrill und die schwarz eingefärbten Frontleuchten auf. Die Räder des umweltfreundlichen Fahrzeugs sind zudem in Chromoptik gehalten.

#### cee’d Hybrid
Auf dem Pariser Autosalon 2008 wurde ein Prototyp des cee’d mit parallelem Mildhybridmotor in Verbindung mit einem CVT-Getriebe vorgestellt. Dieser wurde auf Basis des früheren Kia Rio Hybrid entwickelt und wird als neun Prototypen umfassende Testflotte in Europa und Amerika eingesetzt. Der Hybridantrieb des Modells besteht aus einem 1,6-Liter-Ottomotor sowie einem Elektromotor mit 15 kW (20 PS) und 105 Nm Drehmoment bei 1500 min−1. Insgesamt steht eine Leistung von 103 kW (140 PS) und ein Drehmoment von 227 Nm zur Verfügung. Beide Motoren arbeiten hauptsächlich bei hoher Leistungsforderung zusammen, also beispielsweise beim Beschleunigen zum Überholen. Ein rein elektrisches Fahren ist nicht möglich. Die Höchstgeschwindigkeit des cee’d Hybrid liegt bei 185 km/h und die Beschleunigung von 0 auf 100 km/h dauert 11,8 Sekunden. Als Energiespeicher dient ein Lithium-Polymer-Batteriepaket (180 Volt; 5,3 Ah) hinter den Rücksitzen, wodurch sich das Kofferraumvolumen verkleinert. Durch den Einsatz des ISG-Start-Stopp-Systems und einer Rekuperationsbremse wird die Abgasnorm Euro 5 erreicht. Außerdem führen diese Maßnahmen zur Reduzierung des Kraftstoffverbrauchs zu einem Durchschnittsverbrauch von 4,8 Litern auf 100 Kilometern und einem CO2-Ausstoß von 114 Gramm pro Kilometer.
Beim auf der IAA 2009 vorgestellten und überarbeiteten Hybridmodell konnte der CO2-Ausstoß auf 96 Gramm pro Kilometer
gesenkt werden.

#### cee’d EcoDynamics
Auf dem Genfer Auto-Salon im März 2010 hat Kia den cee’d EcoDynamics vorgestellt. Dabei handelt es sich um eine weitere Spritsparversion mit fünf Türen und Steilheck, die vom 1,6-Liter-Dieselmotor mit 66 kW (90 PS) angetrieben wird. Das maximale Drehmoment von 235 Nm steht von 1900 bis 2750 min−1 zur Verfügung. Gegenüber dem Serienmodell mit diesem Dieselmotor wurde die Motorsteuerung optimiert und das Einspritzsystem mit einer neuen Software versehen. Außerdem werden eine energiesparende Wasserpumpe mit variabler Fördermenge, eine Lichtmaschine mit Stromsparmanagement und Leichtlauföle für Motor und Getriebe eingesetzt. Der sechste Gang des Schaltgetriebes wurde zudem um zwölf Prozent länger übersetzt. Wie auch bei den eco_cee’d-Modellen wurde die Aerodynamik durch verschiedene Maßnahmen verbessert. Dazu zählen eine um 15 Millimeter tiefergelegte Karosserie, 16-Zoll-Leichtmetallräder mit Leichtlaufreifen der Größe 205/55 R 16, eine glattflächige Unterbodenverkleidung sowie Luftleitbleche an den Radhäusern. Ebenfalls zum Einsatz kommen das Start-Stopp-System ISG mit verbesserter Systemsteuerung und eine Schaltpunktanzeige. Insgesamt konnten die CO2-Emissionen auf 98 Gramm pro Kilometer reduziert werden. Eine im CO2-Ausstoß auf 94 g/km reduzierte Version wurde im Oktober 2010 auf der Mondial de l’Automobile präsentiert. Dieses Modell besitzt ebenfalls die Spritsparmaßnahmen des bisherigen Fahrzeugs sowie einen 90-PS-Dieselmotor mit einem Drehmoment von 240 Nm bei 1900 min−1.

### Serienmodelle
Die Konzeptstudien sollten einen Ausblick auf das endgültige Design der Serienfahrzeuge geben, das deshalb auch nur in Details verändert wurde. Beibehalten wurden ebenfalls die ungewöhnlichen Namen der Studien und das charakteristische Designmerkmal in Form einer Einbuchtung oberhalb der Türschweller.

#### cee’d
Der Kia cee’d übernimmt in Serie die Grundform der Studie und viele Elemente wie die mandelförmigen Scheinwerfer, ausgestellte Radhäuser und die Form der Heckleuchten. Verzichtet wurde hingegen auf die großen Räder und den chromumrahmten Doppelauspuff. An dieser Stelle befinden sich jetzt die Nebelschlussleuchten und die Reflektoren. Die Fensterlinie steigt zudem abrupter nach hinten an, sodass die D-Säule etwas schmaler ausfällt.
Weiterhin wurden die Außenspiegel und das Heckfenster vergrößert und der Innenraum neu gestaltet. Die Schulterlinie ist ebenso wie die Schwellersicke weniger stark ausgeprägt. Das Steilheck erreicht einen Luftwiderstandsbeiwert von 0,33.

#### cee’d_sw
Im Vergleich zum sehr seriennahen Konzeptfahrzeug des Kombis Sporty Wagon wurden am Serienmodell nur marginale Änderungen vorgenommen. Die Frontpartie gleicht der Limousine bis zur A-Säule und eine Dachreling verstärkt die leicht nach hinten abfallende Dachsilhouette. Erhalten bleiben die vertikalen Schlussleuchten, die bis ins Dach hineinreichende Heckklappe und die Dreiecksfenster im Heckabschluss im Stil des Peugeot 407 SW. Durch den um 23,5 cm verlängerten hinteren Überhang und das auf 1525 Millimeter erhöhte Dach ergibt sich ein um 196 Liter vergrößerter Gepäckraum.

#### pro_cee’d
Die Frontansicht des Dreitürers unterscheidet sich bezüglich des schmaleren Kühlergrills und der sportlicheren Frontschürze mit runden Nebelscheinwerfern von den anderen Modellen. Im Vergleich zur Limousine ist der pro_cee’d etwas länger, wobei die Dachlinie niedriger liegt. Außerdem fallen am Heck der Öffner für den Kofferraumdeckel, der in die Stoßstange integrierte Nummernschildträger und das sichtbare Einzelendrohr auf der rechten Seite auf. Die Seitenansicht wird von einer weiter in die Türen reichenden Einbuchtung, einer stark ausgebildeten Lichtkante und einem schmaleren Fensterband geprägt.
Das Serienmodell verzichtet gegenüber der Studie auf die Chromdetails, das Glasdach und die orange umrandeten Reifen. Außerdem wurde auf konventionelle B-Säulen, Außenspiegel und Scheinwerfer zurückgegriffen. Nahezu übernommen wurden die Schlussleuchten, der Dachheckspoiler, die schmale Heckscheibe und die konkave Blechfalz oberhalb des hinteren Stoßfängers.

#### eco_cee’d
Anstatt eines umweltfreundlichen Gesamtfahrzeugs nach Art des VW Golf BlueMotion wurden ab März 2009 verschiedene Technologien zur Kraftstoffeinsparung für alle Karosserie- und Motorvarianten eingeführt. Begonnen wurde zunächst mit dem in der Studie vorgestellten Start-Stopp-System ISG für die beiden kleineren Benzinmotoren. Mit Hilfe des Systems soll der Kraftstoffverbrauch und Schadstoffausstoß im Stadtverkehr um bis zu 15 Prozent und im kombinierten Verbrauchszyklus um bis zu sechs Prozent gesenkt werden. Im April 2009 begann Kia schließlich mit der Vermarktung des Spritspar-Labels EcoDynamics, in dem alle Elemente zur Effizienzsteigerung zusammengefasst werden. Dazu gehört das besagte ISG-System, eine Schaltpunktanzeige und Leichtlaufreifen bei 15- und 16-Zoll-Rädern. Ab der Modellpflege 2009 waren diese verbrauchssenkenden Maßnahmen auch für den 1,6-l-Dieselmotor verfügbar und ab 2010 auch für weitere Modelle.

#### Modellpflege
Im Herbst 2009 erhielt der cee’d eine Modellpflege. Die Neuerungen am Exterieur betrafen vorerst nur die fünftürigen Modelle. Das Facelift für den pro_cee’d folgte im März 2011.
Ein breiterer, chromumrandeter Kühlergrill im charakteristischen Kia-Design, veränderte Scheinwerfer mit Projektionstechnik und eine neu konturierte Motorhaube kennzeichnen die Front des überarbeiteten Modells. Zudem wurde der vordere Stoßfänger modifiziert und enthielt nun einen größeren, trapezförmigen Lufteinlass. Die fünftürigen Fahrzeuge erhielten darüber hinaus eckige und der Dreitürer runde Nebelleuchten. Weiterhin gab es neue Leichtmetallräder, andere Lackfarben und Außenspiegel mit integrierten Blinkleuchten (ab Vision).
Während der cee’d eine dezent geänderte Heckpartie mit Rückleuchten in LED-Optik bekam, erhielt der Sporty Wagon lediglich eine abgeänderte Heckleuchtengrafik.

## Konkurrenzprodukte und Auszeichnungen
In Deutschland konkurriert der Kia cee’d hauptsächlich mit dem VW Golf V/VI, dem Opel Astra H/J und dem Ford Focus II. Im europäischen Raum kommen Fahrzeuge wie der Fiat Bravo, der Seat Leon oder der Alfa Romeo 147 hinzu. Konkurrenten aus dem asiatischen Raum sind der Honda Civic, der Nissan Tiida und der Toyota Auris.
In Vergleichstests schnitt der cee’d meist gut ab. So erreichte er zum Beispiel bei einem Autobild-Test mit neun kompakten Fünftürern den dritten Platz, hinter Golf und Auris, aber vor Astra, Focus, Civic, Bravo, Citroën C4 und Renault Mégane. Zudem lag der cee’d in der von Autobild aufgestellten Testtabelle aller von 2005 bis 2007 getesteten Kompaktwagen mit drei oder fünf Türen im oberen Feld. Von 55 Fahrzeugen waren der 1,4-l-Motor in LX Basis-Ausstattung auf dem 14. und der 1,6-l auf dem 15. Platz. Oberhalb befanden sich Fahrzeuge wie der Golf, der Astra, der Auris und die Mercedes-Benz A-Klasse. Gegen den teilweise baugleichen Hyundai i30 konnte sich der cee’d in Tests durchsetzen.
Nach 100.000 Kilometern absolvierte der Kia cee’d mit dem 115 PS starken Dieselmotor den Dauertest von Auto Bild ohne besondere Mängel. Positiv fielen das Fahrwerk, die Verarbeitungsqualität im Innenraum und das Platzangebot auf. Kritisiert wurden die schlechte Rundumsicht, eine ungleichmäßig aufgetragene Hohlraumkonservierung sowie leichter Rostansatz im Bereich der hinteren Türfalze und Fensterrahmen. Insgesamt bekam der cee’d die Note 1 und erreichte den fünften Platz aller getesteten Fahrzeuge. Damit schnitt er genauso gut ab, wie der BMW 320i Touring.
Neben mehr als 30 Siegen in Vergleichstest der Fachpresse gewann der Wagen unterschiedliche internationale Preise. Damit ist der Kia cee’d das bislang erfolgreichste Fahrzeug der Herstellerfirma.
- Das britische Magazin Autocar zeichnete die Sieben-Jahres-Garantie als Idea of the Year mit dem Autocar Award 2007 aus.
- Der Auto Express New Car Honour 2007 widmete sich ebenfalls der Garantie als besondere Innovation.
- Das What Diesel Car?-Magazin verlieh den Titel Best Hatchback 2007 (englisch „bestes Steilheck“), weil der cee’d in einem Vergleichstest Golf, Focus, Mégane und Astra geschlagen hatte.
- Den Towcar Awards 2007 – Green Award erhielt der cee’d 1,6 CRDi als umweltfreundlichstes von 50 getesteten Fahrzeugen.
- Das beste Preis-Leistungs-Verhältnis wurde dem cee’d mit dem Auto 2007 Innovation Award der niederländischen Autobild-Tochter Autoweek bestätigt.

Außerdem bekam der Wagen 2007 folgende Auszeichnungen:
- Family Car of the Year in Schweden
- Car of the Year in Griechenland, Rumänien, den Kanarischen Inseln und Litauen.
- Fleet Car of the Year in Polen
- ING Business Class, Lease Car of the Year in Belgien
- Best Wagon Crown für den cee’d_sw und Best Hatchback für den cee’d in Dänemark

2008 erhielt der cee’d als erstes Fahrzeug eines koreanischen Herstellers vom TÜV Nord die Zertifikate für eine gute Ökobilanz (ISO-Norm 14040) und ein umweltgerechtes Produktdesign (ISO-Norm 14062). Dabei wurden die Design-, Produktions- und Entwicklungsabläufe im Automobilwerk Žilina hinsichtlich der Einbeziehung von Umweltaspekten, der Grad der Recyclingfähigkeit und der Umweltbeeinflussung über den gesamten Lebenszyklus geprüft. Außerdem flossen in die Bewertung die Maßnahmen zur Kraftstoffeinsparung und die Art der am Fahrzeug verwendeten Materialien ein.

## Crashtest
Der cee’d ist das erste Kia-Fahrzeug, das die Höchstwertung von fünf Sternen im „Euro NCAP“-Crashtest für den Insassenschutz erreicht hat. Beim Testfahrzeug handelte es sich um den Fünftürer mit 1,6-l-Ottomotor des Baujahres 2007. Mit 34 erreichten Punkten schnitt der cee’d besser als der BMW 1er ab, aber er war schlechter als der damals mit 37 Punkten Beste in der Kompaktklasse, der Nissan Qashqai. Der cee’d erzielte 37 Punkte im Kinderschutz und ist damit gleichauf mit dem Golf, aber weniger gut als der Citroën C4, der mit 42 Punkten Beste in der Klasse. Im Fußgängerschutz erzielte der cee’d mit 11 Punkten einen durchschnittlichen Wert. Insgesamt erreichte er 82 Punkte, die eine Verbesserung gegenüber dem letzten Kompaktmodell des Herstellers darstellen; der Kia Cerato erreichte 2006 insgesamt 62 Punkte und drei Sterne.
Beim Frontalaufprall wurde bemängelt, dass Teile der Armaturentafel die Knie und Oberschenkel der vorn Sitzenden gefährden könnten und dass das Kupplungspedal zehn Zentimeter in den Innenraum gedrückt wurde. Währenddessen wurden beim Pfahl- und Seitenaufprall die Höchstpunktzahlen erlangt. Bei der Kindersicherheit wurde wiederum kritisiert, dass die Warnhinweise für das korrekte Benutzen der Kindersitze und der Isofix-Verankerungen nicht immer und optimal sichtbar seien. Für erwachsene Fußgänger kann die Stoßstange gefährlich werden und auch der Kopf wird bei einem Zusammenstoß nur schlecht geschützt.

## Motorsporteinsatz
Beim 24-Stunden-Rennen auf dem Nürburgring startete 2008 erstmals ein serienmäßiger pro_cee’d mit 2.0 CRDi-Motor. Auf den knapp 2900 Kilometern wurde der vorschriftsmäßig mit Nummernschild versehene, angemeldete und versicherte Rennwagen vom italienischen Fahrerteam des Reifenherstellers Continental gesteuert. Als Sponsor des Teams BD Racing fungierten neben Continental auch Kia Motors Italia und Castrol.
Beim 1280 kg schweren Startfahrzeug handelt es sich um eine Vorserienausführung, des ursprünglich für Herbst 2008 vorgesehenen Sport GT mit 125 kW (170 PS). Im Rennen leistete der Vierzylinder-Common-Rail-Diesel 123,3 kW (167,6 PS) bei 3670 min−1 und erreichte ein maximales Drehmoment von 399 Nm bei 2500 min−1. Gegenüber dem Serienmodell wurden Mechanik und Elektronik an etwa 20 Stellen verplombt, sodass eine Beibehaltung der Originalteile gewährleistet werden konnte. Ebenso wurde die Sicherheitsausrüstung dem Reglement des Rennens angepasst. Bei den Reifen und Rädern (ContiSportContact 3 der Größe 225/35 R18 W auf 18-Zoll-AEZ-Leichtmetallrädern) und den Schmierstoffen vom Sponsor Castrol handelte es sich nicht um spezielle Rennausführungen. Damit sollte getestet werden, wie weit die Originalteile, die Straßenreifen, die Mechanik und die Schmierstoffe den Renneinsatz überstehen.

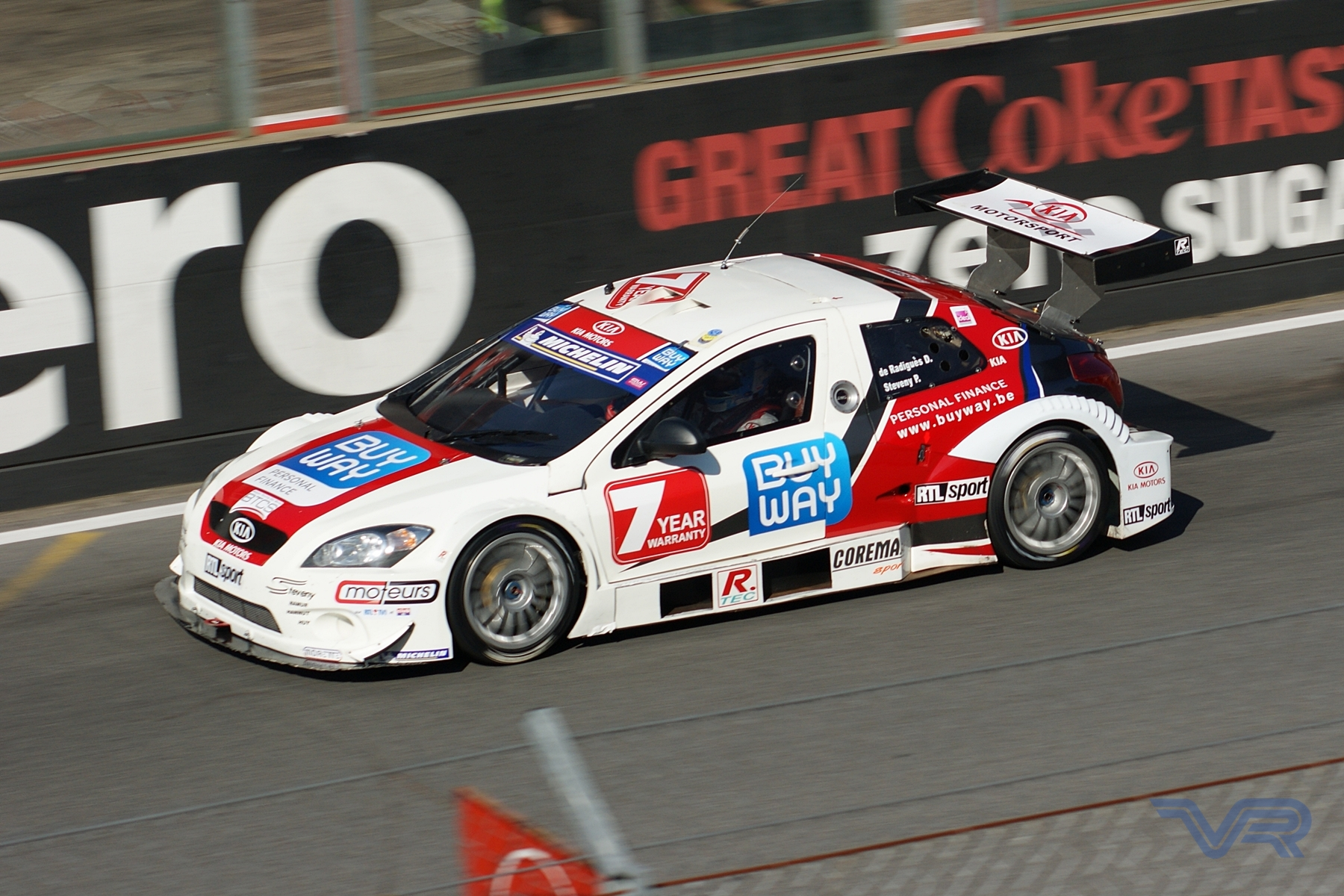
Belgian Touring Car Series 2011 in Zolder

Der eingesetzte pro_cee’d begann das Rennen auf Position 213 im Starterfeld von 230 Fahrzeugen und belegte beim Zieleinlauf nach 111 Runden und 2886 Kilometern den 104. Platz. Mit 14,1 l/100 km war der pro_cee’d das Fahrzeug mit dem niedrigsten Durchschnittsverbrauch im Rennen.
Zur Saison 2008 wurde mit dem Kia cee’d Lotos Cup eine Rennserie gestartet, die auf Rennstrecken in Polen, Tschechien (Automotodrom Brno), Ungarn (Hungaroring), der Slowakei (Slovakiaring) und Deutschland (Motorsport Arena Oschersleben) bis 2010 stattfand. Dafür wurden 25 Kia pro_cee’d mit 2,0-Liter-Benzinmotor mit einer speziellen Ausstattung ausgerüstet. Dazu gehören ein Überrollkäfig, Rennsportsitze mit 6-Punkt-Gurten, eine Momo-Sportlenkung, ein Fahrwerk von Bilstein und H&R sowie Alcar-Dotz-Daytona-Räder mit Pirelli P Zero Corsa Reifen.
Bei der slowakischen Meisterschaft 2008 im Diesel-Uphill-Rennen hat Jaroslav Baránek in einem cee’d den ersten Platz belegt. Er gewann sechs von dreizehn Rennen, die unter anderem in Dobšiná und in Zvolen stattfanden. Das Rennfahrzeug wurde in weniger als zwölf Monaten in der Slowakei aufgebaut und gegenüber dem Serienmodell in einigen Details geändert. Im Innenraum wurden ein Überrollkäfig und ein Feuerlöschsystem installiert und der 2.0-CRDi-Dieselmotor erstarkte auf 147 kW (200 PS) mit einem maximalen Drehmoment von nunmehr 400 Nm. Weiterhin wurden Modifikationen an Federung, Luftfilter und Bremsanlage vorgenommen, um den erhöhten Anforderungen in den Rennen standzuhalten.
Im September 2008 schloss das britische Rennteam Chad Racing mit Kia Motors Belgien einen Vertrag, wonach das Team ab der Saison 2009 an der Belgian Touring Car Series in der Klasse S1 teilnehmen konnte. Bei den Autos handelt es sich um zwei Kia pro_cee’d Silhouette, deren Entwicklung mit Vertragsunterzeichnung begann. Bis auf das äußere Erscheinungsbild haben diese Modelle nichts mit den Serienfahrzeugen gemein. Das Chassis, der circa 324 kW (440 PS) leistende Rennmotor, das Fahrwerk und viele weitere Bauteile wurden von verschiedenen, auf Rennfahrzeuge spezialisierten Herstellern konstruiert. Die beiden Fahrerteams bestanden anfangs aus Ian Dockerill und Philippe Steveny sowie Raf Vanthoor und Koen Wauters. 2010 wurden drei, bei der Saison 2011 nunmehr vier Fahrzeuge mit wechselnden Fahrern und Fahrerteams – darunter zum Beispiel auch Didier de Radiguès – eingesetzt. In allen Saisons konnten die Teams bei den verschiedenen Rennen wie beispielsweise in Spa-Francorchamps gewinnen oder Punkte sammeln.

## Tuning- und Zubehörprogramme

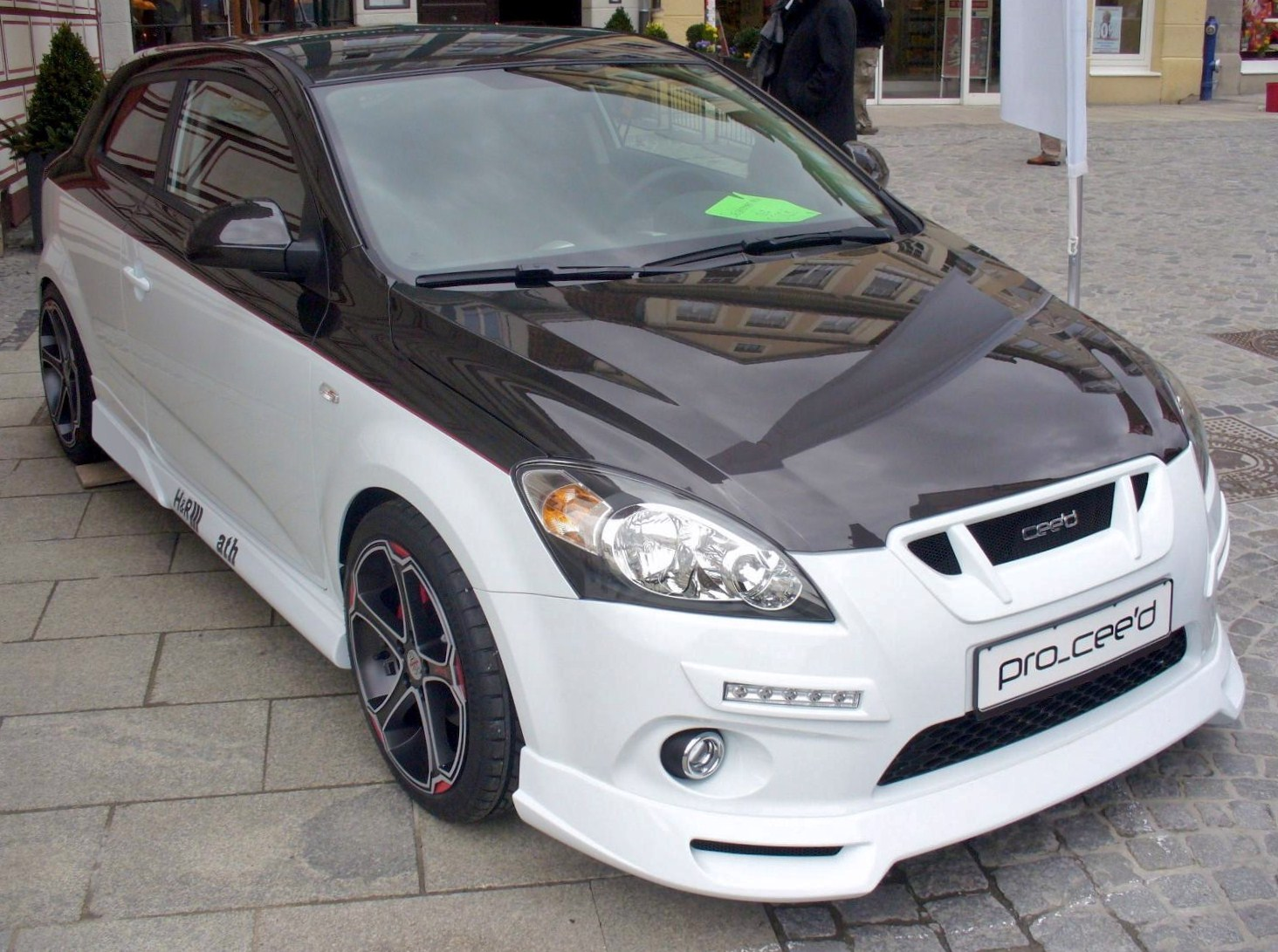
pro_cee’d mit Anbauteilen von ATH Hinsberger (2008–2009)

Für den cee’d gibt es zahlreiche, nicht ab Werk erhältliche Tuning- und Zubehörprogramme wie das von Giacuzzo. Der danach umgebaute Fünftürer fällt durch eine neue Frontspoilerlippe und eine sportliche Heckschürze sowie einen Dachheckspoiler und zwei trapezförmige Auspuffendrohre auf. Die in Premium-Silber gehaltenen 19-Zoll-Leichtmetallräder der Reflexx-Line sind mit „Pirelli P-Zero Nero“-Reifen der Dimension 225/35 R19 bezogen und das Fahrzeug ist 35 Millimeter tiefergelegt. Die Leistung des 1,6-Liter-Dieselmotors wurde von 85 kW (115 PS) auf 100 kW (136 PS) gesteigert und das Drehmoment erhöhte sich von 255 auf 290 Nm. Auch für den pro_cee’d und den cee’d_sw sind verschiedene Karosseriemodifikationen und -anbauteile wie zum Beispiel Flügeltüren erhältlich.

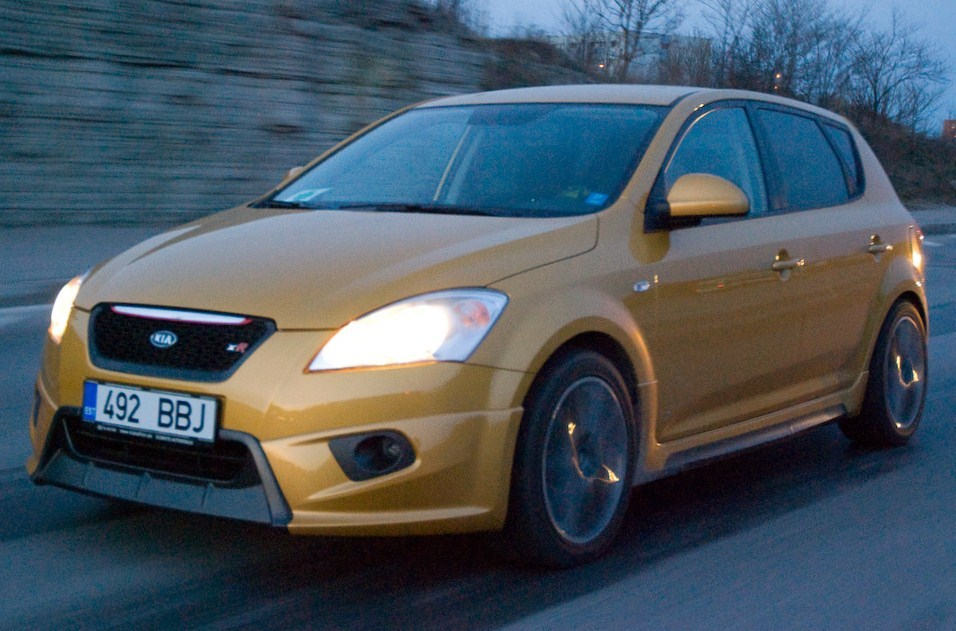
Anbauteile von Incus am cee’d xR

Besonderheiten des Zubehörs von ATH Hinsberger sind beispielsweise Tagfahrleuchten, Seitenschutzleisten und Edelstahleinstiegleisten mit cee’d-Schriftzug. Ebenfalls erhältlich sind ein geänderter Kühlergrill, Seitenschweller, verschiedene Dach-, Front- und Heckspoiler und eine vierflutige Auspuffendrohranlage.
Auf der Fahrzeugmesse AutoRAI in Amsterdam wurde im März 2007 ein Paket aus sportlichen Anbauteilen für den cee’d vorgestellt. Dieses wurde vom Fahrzeugtuner INCUS (Innovative Customization System) entworfen und enthält einen mattschwarz umrahmten Maschenkühlergrill mit xR-Emblem und rot-silberfarbenem Zierstreifen. Ebenfalls mattschwarz und in Wagenfarbe gehalten ist die neue Frontschürze mit größerem Lufteinlass und schwarz eingefassten Nebelscheinwerfern. Auffällig sind auch die Seitenschweller, der Dachheckspoiler und die Heckschürze mit angedeutetem Diffusor und schwarz abgesetzten Reflektoren. Spekulationen über aufgeladene Motoren mit 200 PS und mehr sowie eine eigene sportliche xR-Ausstattungsversion für mehrere Kia-Baureihen ähnlich den OPC-Modellen von Opel oder den RS-Fahrzeugen von Renault haben sich hingegen nie bewahrheitet.

## Zulassungszahlen
| Zulassungszahlen in Deutschland | Zulassungszahlen in Deutschland |
| Jahr                            | Zulassungen                     |
| ------------------------------- | ------------------------------- |
| 2006                            | 54                              |
| 2007                            | 10.097                          |
| 2008                            | 14.167                          |
| 2009                            | 20.383                          |
| 2010                            | 12.436                          |
| 2011                            | 9.636                           |
| 2012                            | 13.902                          |
| 2013                            | +9.837                          |
| Insgesamt                       | +90.512                         |

In Deutschland wurden im Zeitraum von Dezember 2006 bis Juni 2007 insgesamt 4666 Fahrzeuge des cee’d zugelassen. Somit lag er auf dem 83. Platz in der Zulassungsstatistik im ersten Halbjahr 2007. Im Vergleich dazu brachte es der Vorgänger Cerato innerhalb eines guten halben Jahres auf 1869 Exemplare (von Dezember 2005 bis Juni 2006).
Von Dezember 2006 bis September 2007 wurden etwa 80.000 Einheiten der Steilheckversion innerhalb Europas ausgeliefert und im Oktober 2007 war der cee’d das meistverkaufte Importauto in Finnland und in Tschechien. Mit 78.571 Fahrzeugen im ersten Halbjahr 2008 war der cee’d hinter den weltweit vertriebenen Modellen Cerato (108.317 Einheiten) und Rio (79.820 Einheiten) das meistverkaufte Modell des Herstellers.
Vom Marktstart bis Juli 2010 wurden europaweit 441.079 Kia cee’d verkauft. 51.830 davon entfallen auf Deutschland, wo der cee’d das meistverkaufte Modell Kias ist.

## Sonstiges

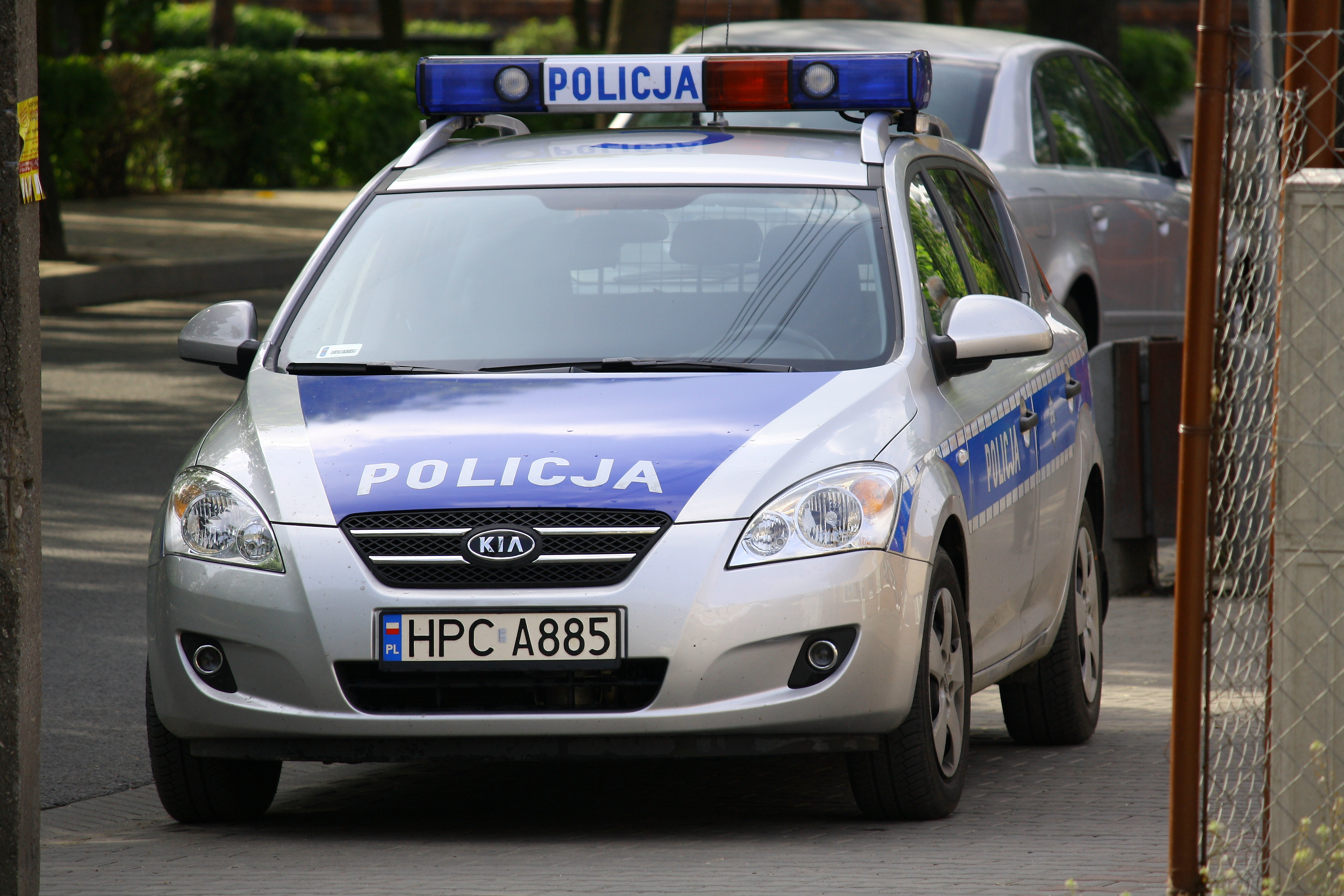
Kia cee’d Sporty Wagon der Polnischen Policja

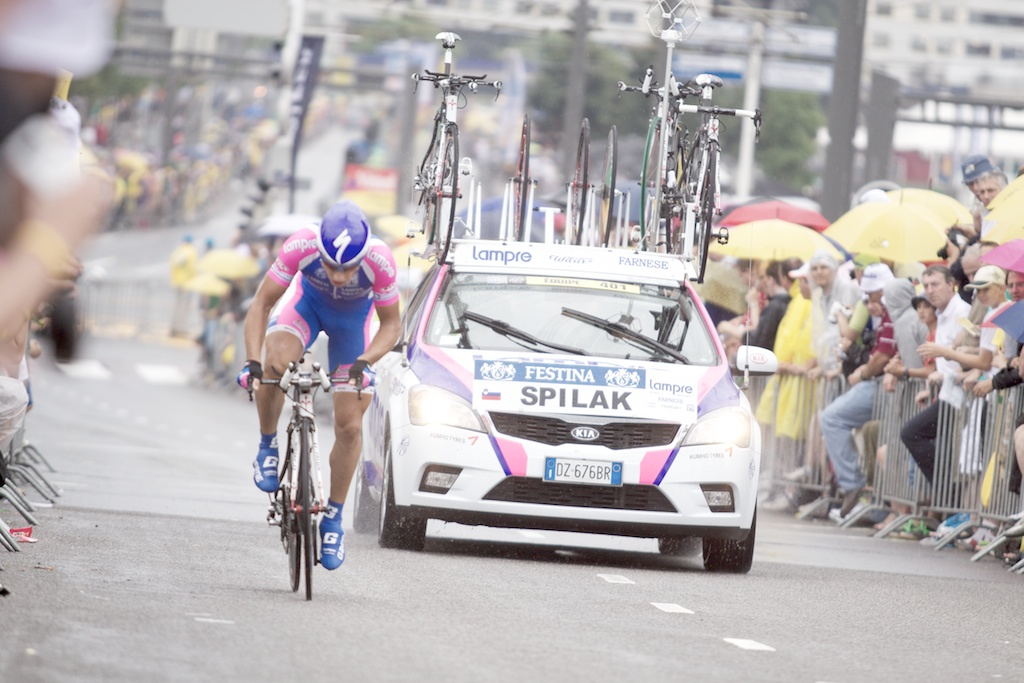
Kia cee’d als Begleitfahrzeug bei der Tour de France 2010

cee’d-Polizeifahrzeug
Das slowakische Innenministerium hatte mit dem Hersteller Kia in einem Vertrag bis 2010 beschlossen, die Polizei des Landes mit bis zu 4000 Flottenfahrzeugen auszustatten. Bis Ende 2007 sollten knapp 400 davon im Zuge der Fahrzeugumrüstung an die Polícia übergeben werden. Auch in anderen Ländern wie zum Beispiel Polen wird der cee’d als Polizei- oder Grenzschutzfahrzeug eingesetzt.
cee’d-Mannschaftswagen
Ab 2009 wurde eine Flotte von cee’d_sw als Teamfahrzeug des italienischen Radsportteams Lampre-ISD eingesetzt und begleitete dieses bei verschiedenen Rennen, wie der Tour de France oder dem Giro d’Italia.
Driver Power 2009
Bei der Driver Power genannten Zufriedenheits- und Zuverlässigkeits-Umfrage der britischen Zeitungen Auto Express und The Daily Telegraph erreichte der cee’d 2009 den ersten Platz im Segment der Kompaktklasse. Damit lag er vor dem VW Golf V auf dem 6. Platz aller 100 in die Statistik aufgenommenen Fahrzeugmodelle. Festgehalten wurden bei dieser Umfrage die Bewertungen von 21.400 britischen Fahrzeugbesitzern in Bezug auf Qualität, Zuverlässigkeit, laufende Kosten und weitere Faktoren.
Gebrauchtwagencheck der Frankfurter Rundschau (Januar 2018)
Die Frankfurter Rundschau kommt nicht zu einem makellosen Bild, wobei sie sich auf den TÜV-Report 2018 und den ADAC stützt. Zwar ist die Abgasanlage unanfälliger als beim Durchschnitt, doch scheinen die Achsaufhängungen nicht ganz unproblematisch.
Top Gear’s Reasonably Priced Car
Von 27. Juni 2010 bis 2013 war der Kia cee’d das Reasonably Priced Car des britischen Kult-Automagazins Top Gear. Nach sieben Staffeln und fünf Jahren löste er einen Chevrolet Lacetti ab. Mit dem Wagen versuchten meist britische Prominente die Top-Gear-Teststrecke so schnell wie möglich zu absolvieren. Bis auf einen Überrollkäfig im Innenraum, Recaro-Rennsportsitze und 5-Punkt-Sicherheitsgurte entspricht das Fahrzeug dem Serienstandard.